# Sherrod Williams
Sherrod Williams (* 1804 im Pulaski County, Kentucky; † 1. November 1876 in San José, Kalifornien) war ein US-amerikanischer Politiker. Zwischen 1835 und 1841 vertrat er den Bundesstaat Kentucky im US-Repräsentantenhaus.

## Werdegang
Sherrod Williams kam schon früh mit seinen Eltern in das Wayne County. Er erhielt nur eine eingeschränkte Schulausbildung und arbeitete danach in Monticello in der Herstellung von Ziegelsteinen. Nach einem Jurastudium und seiner Zulassung als Rechtsanwalt begann er in diesem Beruf zu arbeiten. Gleichzeitig schlug er eine politische Laufbahn ein.
Williams schloss sich der Opposition gegen Präsident Andrew Jackson an und wurde nach der Gründung der Whig Party deren Mitglied. Zwischen 1829 und 1834 war er Abgeordneter im Repräsentantenhaus von Kentucky. Bei den Kongresswahlen des Jahres 1834 wurde er im vierten Wahlbezirk von Kentucky in das US-Repräsentantenhaus in Washington, D.C. gewählt, wo er am 4. März 1835 die Nachfolge von Martin Beaty antrat. Nach zwei Wiederwahlen konnte er bis zum 3. März 1841 drei Legislaturperioden im Kongress absolvieren. Ab 1839 war er Vorsitzender des Pensionsausschusses.
Im Jahr 1840 verzichtete Williams auf eine erneute Kongresskandidatur. 1846 wurde er noch einmal in das Staatsparlament gewählt. Er starb am 1. November 1876 in San José.